# Gyermekmunka elleni világnap

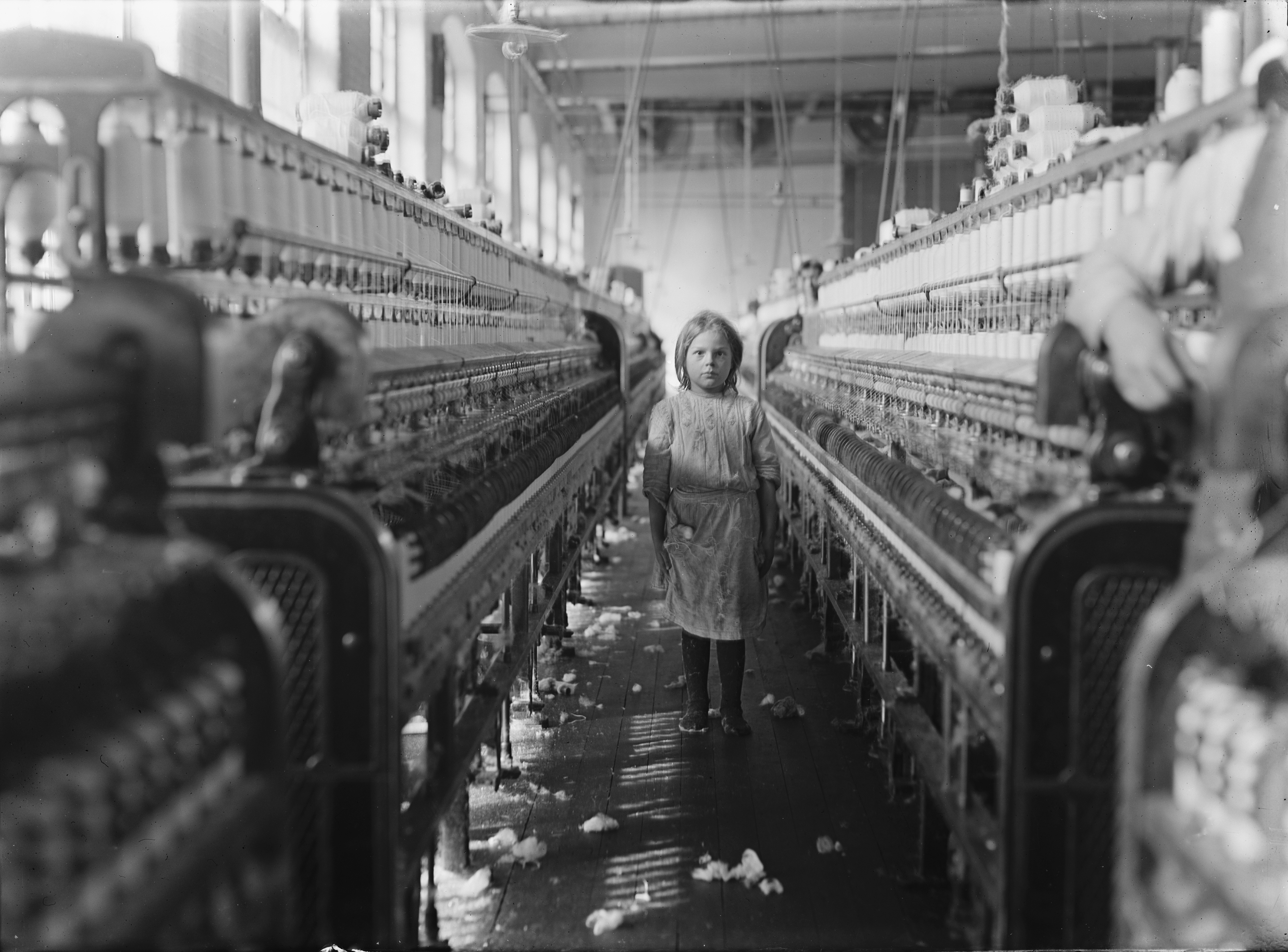
Gyermekmunkás 1908-ban, a Dél-Karolina állambeli Newberryben

A gyermekmunka elleni világnap, június 12. amelyet 2002-ben tartottak meg először a Nemzetközi Munkaügyi Szervezet (ILO) kezdeményezésére.

## Gyermekmunka
Az ILO a munkaerőpiacon tizenkét éves kor alatt megjelenő minden gyermeket gyerekmunkásként tart számon. 18 éves kor alatt a heti 14 óra feletti munkavállalást tekinti gyermekmunkának, amelyet a fiatal jövőbeli munkaerő-piaci és életesélyei szempontjából károsnak tart. A dolgoztatott kiskorúak hetven százaléka a mezőgazdaságban dolgozik, melynek legfőbb oka a szegénység.
Az ILO statisztikái szerint a 21. század elején a törvényi tilalom ellenére több mint 200 millió (5-17 éves életkor közötti) gyereket kényszerítenek munkára szerte a világon. Az évezred elejétől csökkenő tendenciát mutatott a gyermekmunka, és talán teljesülhet az az 1999-es célkitűzés, mely szerint 2016-ig felszámolják a gyermekmunka legrosszabb formáit (nemzetközi prostitúció, drogkereskedelem). A gyermekmunka főleg a fejlődő országokban mindennapos, itt gyakran már ötéves korukban elhagyják a szülői házat a gyerekek, hogy pénzt keressenek a család számára. A tanulási és játék lehetőségétől való megfosztottság mellett alapvető táplálkozási, egészségügyi igényüket sem elégítik ki megfelelően.
Magyarországon a gyermekfoglalkoztatást 1840-ben szabályozta először az Országgyűlés. Jelenleg munkavállaló csak a 16. életévét betöltött személy lehet. A törvényes körülmények között megszervezett, 15 éves kortól lehetséges szünidei diákmunka nem minősül szabálytalan foglalkoztatásnak. A diákmunkásokat nem szabad túlóráztatni, továbbá éjszakai műszakban, veszélyes munkakörökben sem lehet őket alkalmazni.
A 19. században a gyerekekkel veszélyes munkákat végeztettek a gyárakban és a bányákban. A kéményseprők a rákos megbetegedés miatt lassú halálnak voltak kitéve. A földeken dolgozó gyermekek kimerítő napokat töltöttek fizikai munkával, főleg aratás idején. A ruhagyártó üzemekben akár 18 órát is dolgoztatták őket naponta.